# Luis Gil Lasheras
Luis Gil Lasheras (Tudela, 31 de enero de 1896 – L’Hospitalet de Llobregat, 12 de noviembre de 1972) fue un director, maestro de capilla, profesor de música y compositor navarro.

## Biografía
Hijo de Valentín Gil y Andresa Lasheras. Desde su infancia, sus familiares y personas cercanas intuían o presentían en él una tendencia hacia la música. Cuando tenía seis años, sus padres no lo encontraban por ningún lado y, mientras pensaban que se había perdido, Luis se encontraba en la Catedral de Tudela cogiendo asiento para poder disfrutar de la música que se interpretaba en honor de la patrona Santa Ana.
Estuvo en el Seminario Conciliar tudelano, en el que estudió Humanidades y Latín. Más tarde, dejó el seminario y los estudios eclesiásticos, yéndose a estudiar al colegio de San Francisco Javier (PP. Jesuitas) y consiguió aprobar alguno de los cursos de bachillerato. Paralelamente, comenzó sus estudios musicales y con tan solo 20 años de edad su formación musical abarcaba la interpretación, la composición y la dirección.
En 1918, se presentó a las oposiciones para la plaza de director de la banda de música de Miranda de Ebro (Burgos); consiguió el puesto con el número uno y lo galardonaron con diploma y medalla. Desde octubre de 1921 hasta septiembre de 1924, ejerció de maestro de capilla de la Catedral de Tudela, en la que hizo un grupo coral de calidad. También fue profesor de música en el colegio de los PP. Jesuitas, en los años 1922 y 1923. En 1922 lo nombraron director de la banda de música de Tudela que, por decisión propia, la dejó en 1945.

## Obras
Alguna de sus obras:
- Fiesta, 1922, posteriormente bautizada con el nombre La revoltosa.[1]
- Los pasodobles Navarra (1930).[1]
- Pasodoble dedicado a Chico Matadero.[1]
- La sequía.[1]